# 卡洛·帕罗拉
卡洛·帕罗拉（義大利語：Carlo Parola，1921年9月20日—2000年3月22日），意大利男子足球运动员，场上位置是后卫。他曾代表意大利国家队参加1950年国际足联世界杯，结果获得第七名。